# Eremopyrum distans
Eremopyrum distans là một loài thực vật có hoa trong họ Hòa thảo. Loài này được (K.Koch) Nevski mô tả khoa học đầu tiên năm 1933.